# خاندان پاپیا
خاندان پاپیا (انگلیسی: Papia gens) یک خانواده از پلبی‌ها در روم باستان بود. اعضای این خاندان (روم) برای اولین بار در زمان جنگ‌های سامنیت ذکر شدند، اما تا قرن آخر جمهوری روم در روم ظاهر نشدند. مارکوس پاپیوس موتیلوس تنها عضوی از خانواده بود که در سال ۹ پس از میلاد به مقام کنسول روم رسید.